# Пасемах

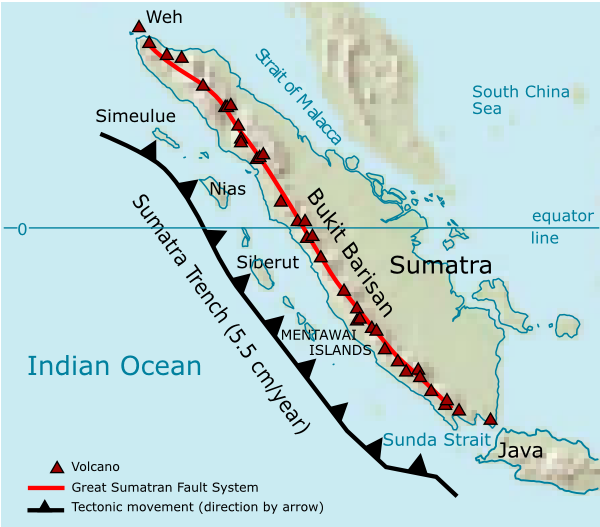

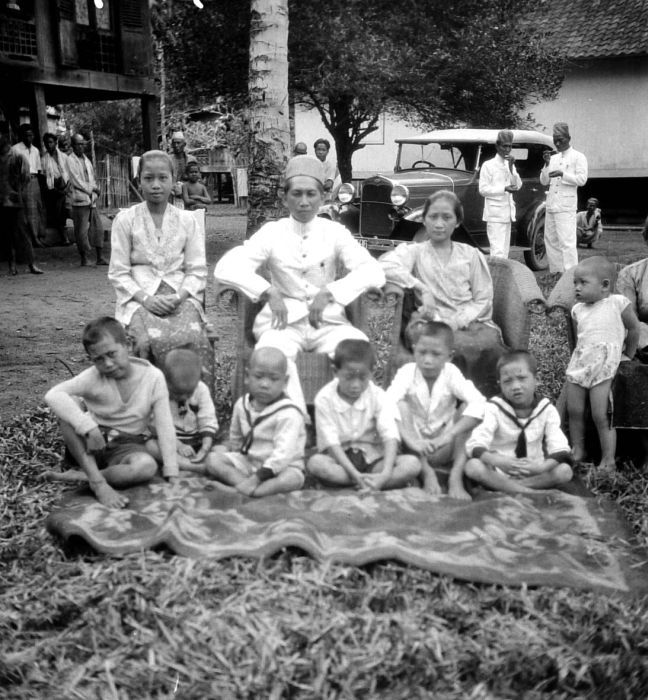
Вождь деревни и его семья (1939)

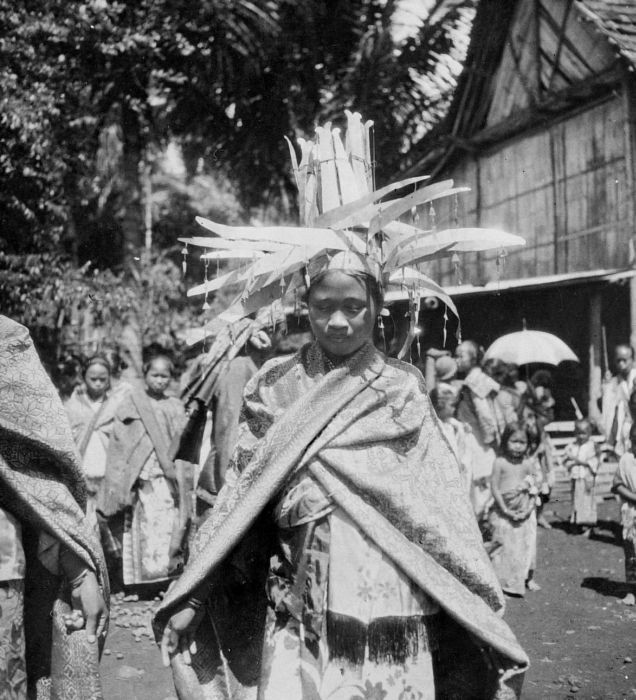
Женщина пасемах исполняет танец

Пасемах или среднесуматранские малайцы относятся к группе народов Индонезии (проживают на плато Пасемах в Южной Суматре). Численность представителей народа пасемах примерно 1500 человек. Пасемах говорят на диалекте малайского языка австронезийской семьи. В большинстве своём пасемах это мусульмане-сунниты. В основном занимаются возделыванием заливного риса, выращиванием кукурузы, бобов, табака, кофе, чая, также разводят домашний скот. Ведут оседлый образ жизни.

## Особенности правления
Во главе народа стоял вождь. В XVIII веке вожди пасемах приносили клятву верности. Существовала легенда, что тот, кто нарушит клятву, будет проклят. Имели вооружённые отряды, которые могли выполнять различные функции (Miksik 1966:52) Архивная копия от 10 августа 2021 на Wayback Machine.

## Расселение
Проживают в Индонезии, в провинции под названием Южная Суматра и на склонах гор Букит Барисан.

## Язык
Пасемах говорят на диалекте малайского языка, принадлежащем к австронезийской семье. Используют слогоалфавитную письменность (каганга) для записи ритуальных текстов на малайском языке.

## Семья и брак
Имело место огромное влияние со стороны соседних общин. Только в середине XX века исчезли общинные дома (бале). Главным в семье может быть как мужчина (патрилокальный брак) с выкупом за невесту и патрилинейным счётом родства, так и женщина (матрилокальный брак) без выкупа и с матрилинейным счётом родства.

## Культура
Представители пасемах создавали различные каменные статуи. Помимо статуй найдены различные фигурки и могильные плиты в Южной Суматре (Edwin 1937:295) Архивная копия от 10 августа 2021 на Wayback Machine.
Кроме того женщины умели красиво шить. Богатые и почитаемые мужчины носили длинную одежду. Узор преимущественно состоял из 2 разноцветных полосок, цвета которых зависели от традиций и обычаев (Majlis 1966:45) Архивная копия от 10 августа 2021 на Wayback Machine.

## Религия
Представители народа пасемах в основном мусульмане-сунниты. Только в XX веке стал преобладать ислам. До этого имела место синкретическая система верований, которая испытала сильное влияние со стороны индонезийского индуизма.